# 제13회 아시아 국제 청소년영화제
제13회 아시아 국제 청소년영화제는 2019년 10월 25일에 열린 시상식이다.

## 수상 및 후보

### AIYFF 금용상
- 스테이블 - 이교주 수상

### AIYFF 은용상- 높새부
- 불의 토끼 - 카즈키 모리야마 수상

### AIYFF 은용상- 하늬부
- 스완레이크 - 이세정 수상

### AIYFF 동용상- 높새부
- 도망 - 왕쯔이 수상

### AIYFF 동용상- 하늬부
- 꿈의 음표 - 홍석현 수상

### AIYFF 감독상
- 칼국수 먹으러 가는 길 - 김하늬 수상

### AIYFF 기술상
- 지켜줘! 만화동아리 - 권서림 수상

### AIYFF 인기상
- 12번 - 박세영 수상

### AIYFF 시나리오상
- 얽힌 사랑이라 해도 - 미사키 키쿠치 수상

### AIYFF 애니메이션상
- 영사기사 - 국중길 수상

### AIYFF 심사위원특별상
- 52헤르츠의 목소리 - 샤텐 수상

### 본선진출작-한국
- 꿈의 음표 - 홍석현
- 스완레이크 - 이세정
- 등어눈깔 - 이유나
- 장미 - 장서윤
- 보내는, 편지 - 김지유
- 프렌드쉽 - 이인희
- 스테이블 - 이교주
- 지켜줘! 만화동아리 - 권서림
- 밀크가 사라졌다 - 이유빈
- 칼국수 먹으러 가는 길 - 김하늬
- 12번 - 박세영
- 민혁이 동생 승혁이 - 김덕근

### 본선진출작-중국
- Chance Comer - Sun Gongxu
- Life facing the sea - Wu Ruijun
- 52헤르츠의 목소리 - 샤텐
- 도망 - 왕쯔이
- The Bestie - Zhang Ylcheng
- 영사기사 - 국중길

### 본선진출작-일본
- 얽힌 사랑이라 해도 - 미사키 키쿠치
- The Idiot's Back - FUJIMOTO SHO
- Moles - YAMAURA MIYOH
- REAL CHIC - KUMADA YUYA
- Through a Lens - HAYASAKA SONOKO
- 불의 토끼 - 카즈키 모리야마